# Ernst Rosenberg (Richter)
Ernst Paul Louis Rosenberg (* 27. Juni 1862 in Ruhland, Landkreis Hoyerswerda; † nach 1929) war ein deutscher Reichsgerichtsrat.

## Leben
Ernst Rosenberg war evangelischer Konfession und Sohn eines Eisenbahndirektors. Er studierte u. a. in Leipzig Rechtswissenschaften und promovierte. 1883 trat er in den preußischen Staatsdienst ein. 1888 wurde er Gerichtsassessor. 1893/94 beförderte man ihn zum Amtsrichter und 1895/96 zum Landrichter. 1903 folgte die Ernennung zum Landgerichtsrat. 1906 wurde er Landgerichtsdirektor beim Landgericht Berlin I. 1910 kam er an das Reichsgericht als Hilfsarbeiter in den VI. Zivilsenat. 1912 wurde er zum Reichsgerichtsrat ernannt und zwei Wochen später in den IV. Strafsenat versetzt. Am 1. Januar 1919 kam er in den V. Zivilsenat, in dem er bis zu seiner Pensionierung zum Neujahrstag 1928 verblieb.